# Минден (тауншип, Миннесота)
Минден (англ. Minden) — тауншип в округе Бентон, Миннесота, США. На 2000 год его население составило 1790 человек.

## География
По данным Бюро переписи населения США площадь тауншипа составляет 94,4 км², из которых 94,1 км² занимает суша, а 0,3 км² — вода (0,33 %).

## Демография
По данным переписи населения 2000 года здесь находились 1790 человек, 627 домохозяйств и 524 семьи.  Плотность населения —  19,0 чел./км².  На территории тауншипа расположено 636 построек со средней плотностью 6,8 построек на один квадратный километр. Расовый состав населения: 98,83 % белых, 0,11 % афроамериканцев, 0,22 % коренных американцев, 0,06 % азиатов, 0,11 % — других рас США и 0,67 % приходится на две или более других рас. Испанцы или латиноамериканцы любой расы составляли 0,39 % от популяции тауншипа.
Из 627 домохозяйств в 38,3 % воспитывались дети до 18 лет, в 75,8 % проживали супружеские пары, в 3,8 % проживали незамужние женщины и в 16,4 % домохозяйств проживали несемейные люди. 13,7 % домохозяйств состояли из одного человека, при том 3,7 % из — одиноких пожилых людей старше 65 лет. Средний размер домохозяйства — 2,85, а семьи — 3,15 человека.
27,7 % населения — младше 18 лет, 7,8 % — в возрасте от 18 до 24 лет, 28,3 % — от 25 до 44, 27,4 % — от 45 до 64, и 8,8 % — старше 65 лет. Средний возраст — 38 лет. На каждые 100 женщин приходилось 109,6 мужчин.  На каждые 100 женщин старше 18 приходилось 107,7 мужчин.
Средний годовой доход домохозяйства составлял 58 854 доллара, а средний годовой доход семьи —  61 164 доллара. Средний доход мужчин —  41 458  долларов, в то время как у женщин — 25 347. Доход на душу населения составил 21 130 долларов. За чертой бедности находились 2,7 % семей и 3,8 % всего населения тауншипа, из которых 2,4 % младше 18 и 6,0 % старше 65 лет.